# Крипта
Крипта (от гръцки κρυπτη: тайно място, тайник) е термин в сакралната (църковна) архитектура.

## Християнство
Криптата е подземие при християнския храм, често е оформена като част от неговия цялостен архитектурен ансамбъл.
Разположена под олтарната част на храма, криптата може да служи като място за погребение на светци.